# Gabriel Moore
Gabriel Moore, född omkring 1785 i North Carolina, död 6 augusti 1844 i Republiken Texas, var en amerikansk politiker. Han var den femte guvernören i delstaten Alabama 1829-1831. Han representerade Alabama i båda kamrarna av USA:s kongress, först i representanthuset 1821-1829 och sedan i senaten 1831-1837.
Moore utexaminerades 1810 från University of North Carolina at Chapel Hill. Han inledde sin karriär som advokat i Mississippiterritoriet.
Moore blev invald i USA:s representanthus i kongressvalet 1820. Han omvaldes tre gånger. Han efterträdde 1829 John Murphy som guvernör. Han avgick 1831 för att efterträda John McKinley som senator för Alabama. Han efterträddes efter en mandatperiod i senaten av företrädaren McKinley. Moore var först en anhängare av USA:s president Andrew Jackson men blev under sin tid i senaten motståndare till Jackson.